# آودون (روسیه)
آودون (انگلیسی: Avdon, Russia) یک شهرک در شهرستان اوفیمسکی استان باشقیرستان کشور روسیه است.